# Йего, Джулиус
Джулиус Киплагат Йего (англ. Julius Kiplagat Yego, род. 4 января 1989 года) — кенийский копьеметатель, серебряный призёр Олимпийских игр 2016 года, чемпион мира 2015 года, победитель Всеафриканских игр 2011 года, 4-кратный чемпион Африки, многократный чемпион Кении, действующий обладатель рекорда Африки (92,72 м).
Известен тем, что в юном возрасте учился технике метания копья самостоятельно, просматривая ролики на YouTube с выступлениями олимпийских чемпионов Яна Железны и Андреаса Торкильдсена. В Кении у Йего есть прозвище — «Мистер YouTube man». Заниматься с тренером он начал только после того, как выиграл всеафриканские соревнования, но до сих пор большую часть года тренируется самостоятельно.
Очередным достижением является результат на чемпионате мира по легкой атлетике в Пекине, где Джулиус Йего завоевал золото и установил личный рекорд — 92,72 метра. Это 8-й результат в истории и лучший за последние 14 лет.

## Достижения
11 июня 2014 года на соревнованиях ExxonMobil Bislett Games занял 2-е место — 84,17 м. 5 июля занял 10-е место на Meeting Areva — 71,06 м. 2 августа стал победителем Игр Содружества с результатом 83,87 м.
В сезоне 2015 года первым международным соревнованием стал этап Бриллиантовой лиги Golden Gala Pietro Mennea, состоявшийся 4 июня, на котором он занял 2-е место с результатом 87,71 м. Спустя 3 дня он стал победителем следующего этапа лиги Sainsbury's Grand Prix, установив рекорд Африки, а также показал лучший результат в мире с 2006 года — 91,39 м (это на 6 с лишним метров дальше, чем результат победителя на Олимпийских играх 2012 года). 14 июня занял 2-е место на Meeting International Mohammed VI d'Athlétisme de Rabat, метнув копьё на 83,99 м.